# Ivan Albertal
Ivan Albertal (Roveredo, Švicarska, oko 1575. – Zagreb, 1648.), švicarski arhitekt i graditelj.
Ivan Albertal (Johann, Hans, Alberthaler), graditelj švicarskog porijekla. Djelovao je krajem 16. i početkom 17. stoljeća. Gradio je u Dillingenu, Haunsteinu i Innsbrucku. Početkom 17. stoljeća spominje se kao građanin Trebinja kod Novog Mesta u Sloveniji. U Zagrebu se prvi pisani podatak o njemu javlja 21. lipnja 1628. godine kada mu je i isplaćeno „stotinu rajnskih forinti“ za radove na katedrali. Naime nakon požara 1624. godine srušio se svod svetišta katedrale, te ga je trebalo ponovo izgraditi. U tu svrhu angažiran je kao majstor graditelj Ivan Albertal. U dokumentima ga se naziva „knez Hanž Albertal paumešter“. Izgradnju svoda Albertal izvodi u suradnji s talijanskim graditeljem Juliom Portom. Mrežasti svod, koji je dovršen 1632. godine, bio je izgrađen u kasnogotičkom duhu. 
Od 1633. do 1641. godine Albertal gradi južni toranj katedrale u prijelaznom renesansno – baroknom stilu. Zvonik je imao i funkciju kule-promatračnice zbog opasnosti od Turaka. Nešto kasnije Albertal izvodi i kapu zvonika.
Većina Albertalovih zahvata nestala je tijekom obnove katedrale krajem 19. stoljeća koji su vođeni prema projektu arhitekta Hermanna Bolléa.
Ivan Albertal umire u Zagrebu 1648. godine.